# Munt Kenya
El mont Kenya és la muntanya més alta de Kenya, i la segona més alta de l'Àfrica rere el Kilimanjaro i per sobre el mont Stanley. Els pics més alts de la muntanya són el Batian (5.199 m), el Nelion (5.188 m) i el Lenana (4.985 m). Està situat al centre de Kenya, just al sud de l'equador, al voltant de 150 km al nord-est de Nairobi.
La muntanya és un volcà isolat i extingit, que va entrar en erupció per darrer cop fa de 2,6 a 3,1 milions d'anys.
Als seus vessants s'hi troben diferents i variats biomes; les zones més baixes són de bosc sec, que canvien a bosc de muntanya de ginebrons i podocarpus al voltant dels 2.000 m, amb un cinturó de canya americana als 2.500 m, que canvia a un bosc superior d'arbres petis recoberts de molsa i líquens. Al voltant dels 3.500 m existeix una zona afroalpina, amb unes roques característiques i gegantines. Repartides al llarg dels set cims que formen la muntanya es troben dotze petites glaceres que estan reculant en extensió des de l'any 1850 i poden desaparèixer el 2050. Els vessants boscosos són una font important d'aigua per a bona part de Kenya.
L'àrea dels voltants de la muntanya es troba protegida perquè té l'estatus de parc nacional. El Parc Nacional i el bosc natural del mont Kenya han estat declarats Patrimoni de la Humanitat per la UNESCO.
El poble kikuyu ha cregut tradicionalment que Ngai, l'ésser suprem, viu al mont Kenya, anomenat per ells Kirinyaga.
El missioner Johann Ludwig Krapf juntament amb Johannes Rebmann van ser els primers europeus que van reportar l'avistament del mont Kenya, l'any 1849. La primera ascensió documentada va ser la feta per Halford John Mackinder, C. Ollier i J. Brocherel, el 13 de setembre de 1899. El cim més alt (Batian) és d'una dificultat tècnica elevada en l'escalada. Per contra, la clàssica ruta del Diamond Couloir és de dificultat moderada. El cim Nelion va ser escalat per primer cop per Eric Shipton l'any 1929, i Shipton i Bill Tilman van completar la travessa de la carena entre els dos pics més alts. El Point Lenana, de 4.985 metres, es pot fer caminant. El mont Kenya s'escala millor al gener o febrer per la cara sud, i a l'agost o setembre per la cara nord.

## Nom
L'origen del nom Kenya no és clar, però potser està relacionat amb les paraules Kikuyu, Embu i Kamba Kirinyaga, Kirenyaa i Kiinyaa que signifiquen "el lloc de descans de Déu" en les tres llengües.
Hi ha un grup de quatre cims a l'est dels principals cims que porta el nom dels colons europeus: Coryndon, Grigg, Delamere i McMillan.

## Geologia

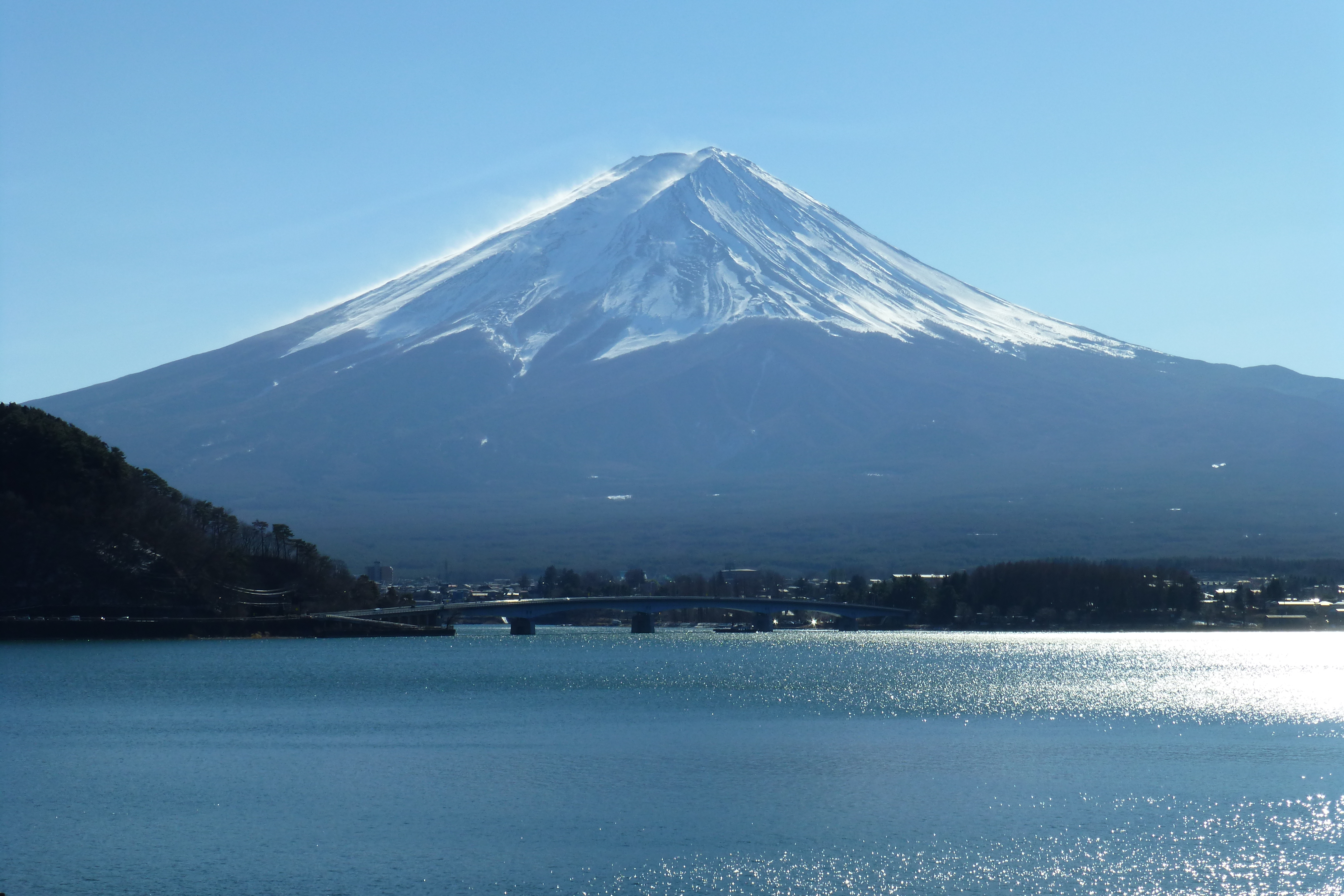
El mont Kenya era un estratovolcà i probablement s'assemblava al mont Fuji (que es mostra a dalt). Els pendents inferiors segueixen tenint aquesta forma, que és com s'estima l'alçada anterior.

El mont Kenya és un estratovolcà que va estar actiu al Plio-Pleistocè. El cràter original era probablement més de 6.000 m, més alt que el Kilimanjaro. Des que es va extingir hi ha hagut dos períodes principals de glaciació, que es mostren per dos anells principals de morenes sota les glaceres. La morena més baixa es troba al voltant de 3.300 m. Avui les glaceres no arriben a menys de 4.650 m. Després d'estudiar les morrenes, Gregory va plantejar la teoria que en un temps tot el cim de la muntanya estava cobert amb un casquet de gel, i va ser això el que va erosionar els cims fins a com són avui.

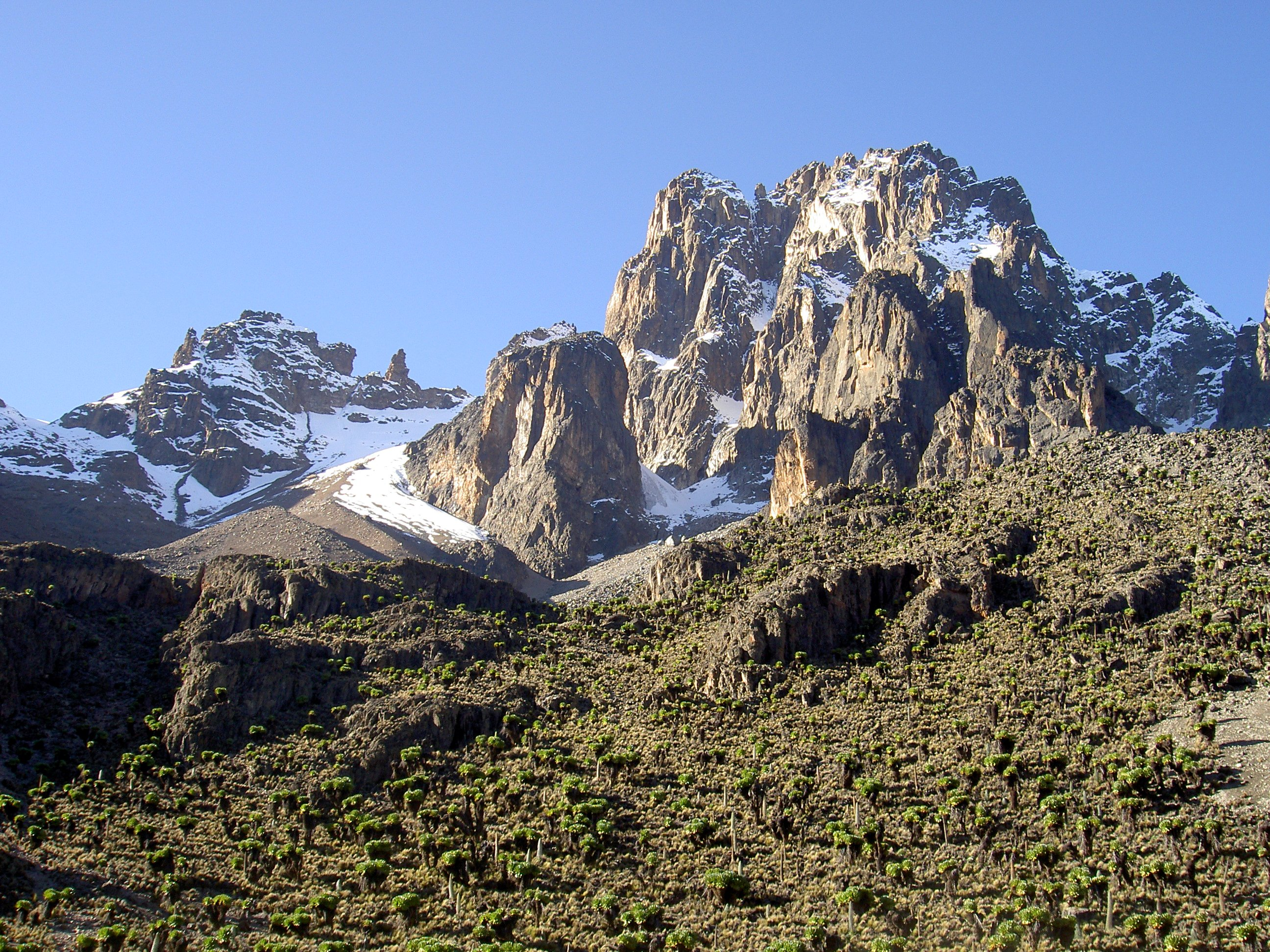
Els cims centrals del mont Kenya són taps volcànics que han resistit l'erosió glacial. (D'esquerra a dreta: Point Thompson (4955 m), Batian (5199 m) i Nelion (5188 m))

Els vessants més baixos de la muntanya mai han estat glaçats. Actualment són principalment conreats i boscosos. Es distingeixen per valls escarpades en forma de V amb molts afluents. Més amunt de la muntanya, a la zona que ara és erma, les valls tenen forma d'U i són menys profundes amb fons més plans. Aquests van ser creats per la glaciació.
El vessant nord-est de la muntanya té molts cràters volcànics antics. El més gran d'aquests, Ithanguni, fins i tot tenia la seva pròpia capa de gel quan els cims principals estaven coberts de gel. Això es pot veure pel cim suavitzat. També són freqüents en aquesta zona els turons circulars amb vessants escarpades, que probablement són restes de petits respiradors tapats. Tanmateix, com que la muntanya restant és aproximadament simètrica, la major part de l'activitat s'ha d'haver produït a la zona central.
Les roques que formen el mont Kenya són principalment basalts, porfirites rombes, fonolites, kenits i traquites. Kenyte va ser informat per primera vegada per Gregory l'any 1900 després del seu estudi de la geologia del mont Kenya.
La geologia de la zona del Mont Kenya va ser descrita per primera vegada científicament per Joseph Thomson el 1883. Va veure la muntanya des de la propera altiplà de Laikipia i va escriure que era un volcà extingit amb l'endoll al descobert. No obstant això, com que només havia vist la muntanya des de la distància, la seva descripció no es va creure àmpliament a Europa, sobretot després de 1887, quan Teleki i von Höhnel van pujar a la muntanya i van descriure el que consideraven que era el cràter. El 1893 l'expedició de Gregory va arribar a la glacera Lewis a 5.000 m. Va confirmar que el volcà estava extingit i que hi havia glaceres presents. La primera enquesta exhaustiva per part dels europeus no es va dur a terme fins al 1966.

## Cims

Els principals cims i glaceres del Mont Kenya es troben prop del centre de la muntanya.

Els cims del mont Kenya són gairebé tots d'origen volcànic. La majoria dels cims es troben prop del centre de la muntanya. Aquests cims tenen un aspecte alpí per la seva naturalesa escarpada. Típicament del terreny alpí, els cims i els gendarmes més alts es produeixen a la intersecció de les carenes. Els cims centrals només tenen algunes molses, líquens i petites plantes alpines que creixen a les esquerdes de les roques. Més lluny dels cims centrals, els taps volcànics estan coberts de cendres i sòls volcànics. La vegetació que creix en aquests cims és típica per la seva franja de vegetació. Els cims més alts són Batian (5.199 m), Nelion (5.188 m) i Pt Lenana (4.985 m). Batian i Nelion es troben a 250 m entre si, separats per la bretxa de la Porta de les Boires de 5.144 m. Coryndon Peak (4.960 m) és el següent més alt, però a diferència dels pics anteriors no forma part de l'endoll central.
Altres cims al voltant del nus central inclouen Pt Piggot (4.957 m), Pt Dutton (4.885 m), Pt John (4.883 m), Pt John Minor (4.875 m), Krapf Rognon (4.800 m), Pt Peter (4-757 m), Pt Slade (4.750 m) i Midget Peak (4.700 m). Tots ells tenen una forma piramidal escarpada.
Els cims perifèrics escarpats significatius inclouen Terere (4.714 m) i Sendeyo (4.704 m) que formen un parell de pics bessons al nord del nus principal. Junts, formen un gran tap paràsit. Altres cims notables inclouen The Hat (4.639 m), Delamere Peak, Macmillan Peak i Rotundu.

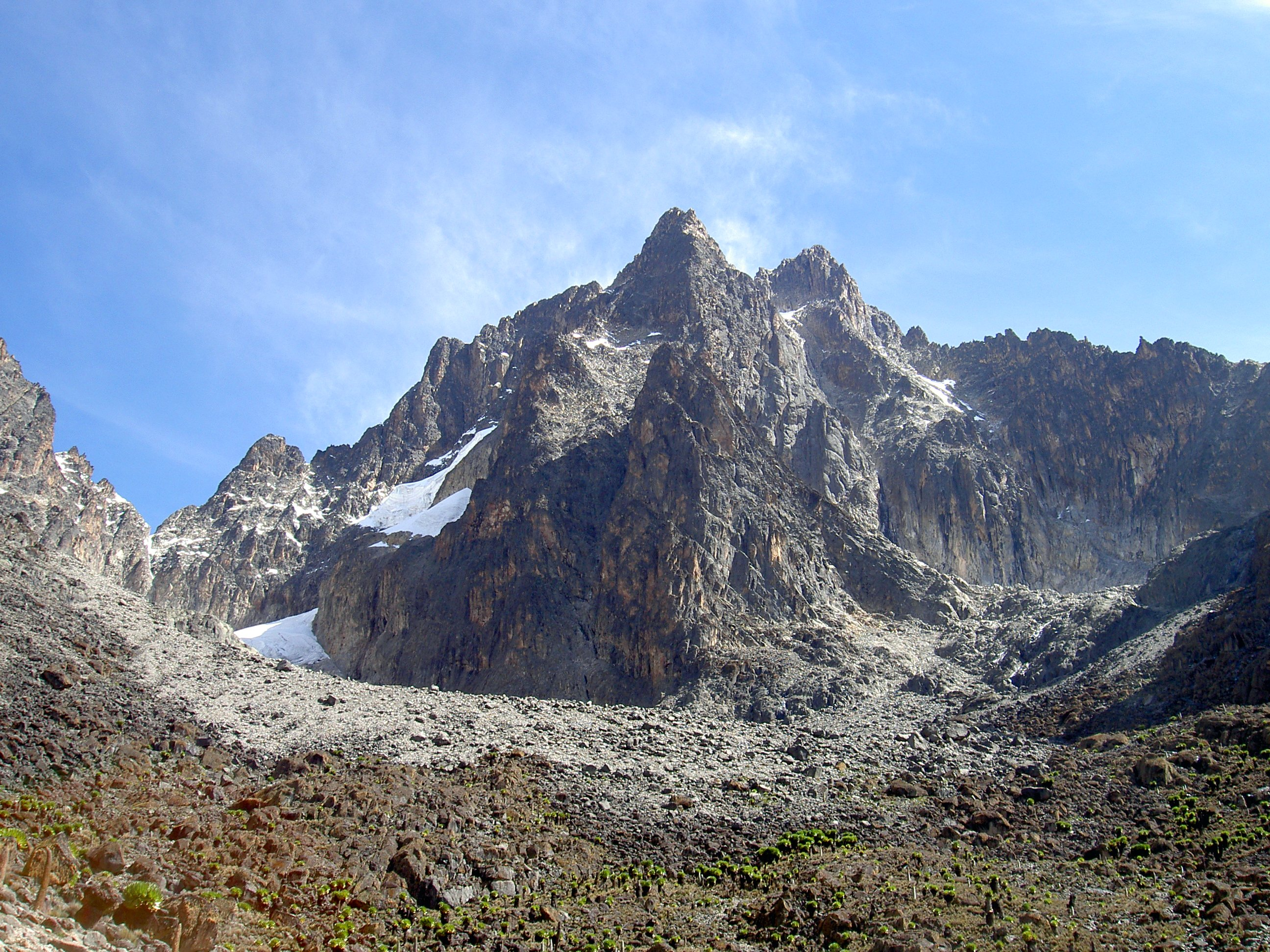
Batian a l'esquerra, Nelion a la dreta i Slade en primer pla
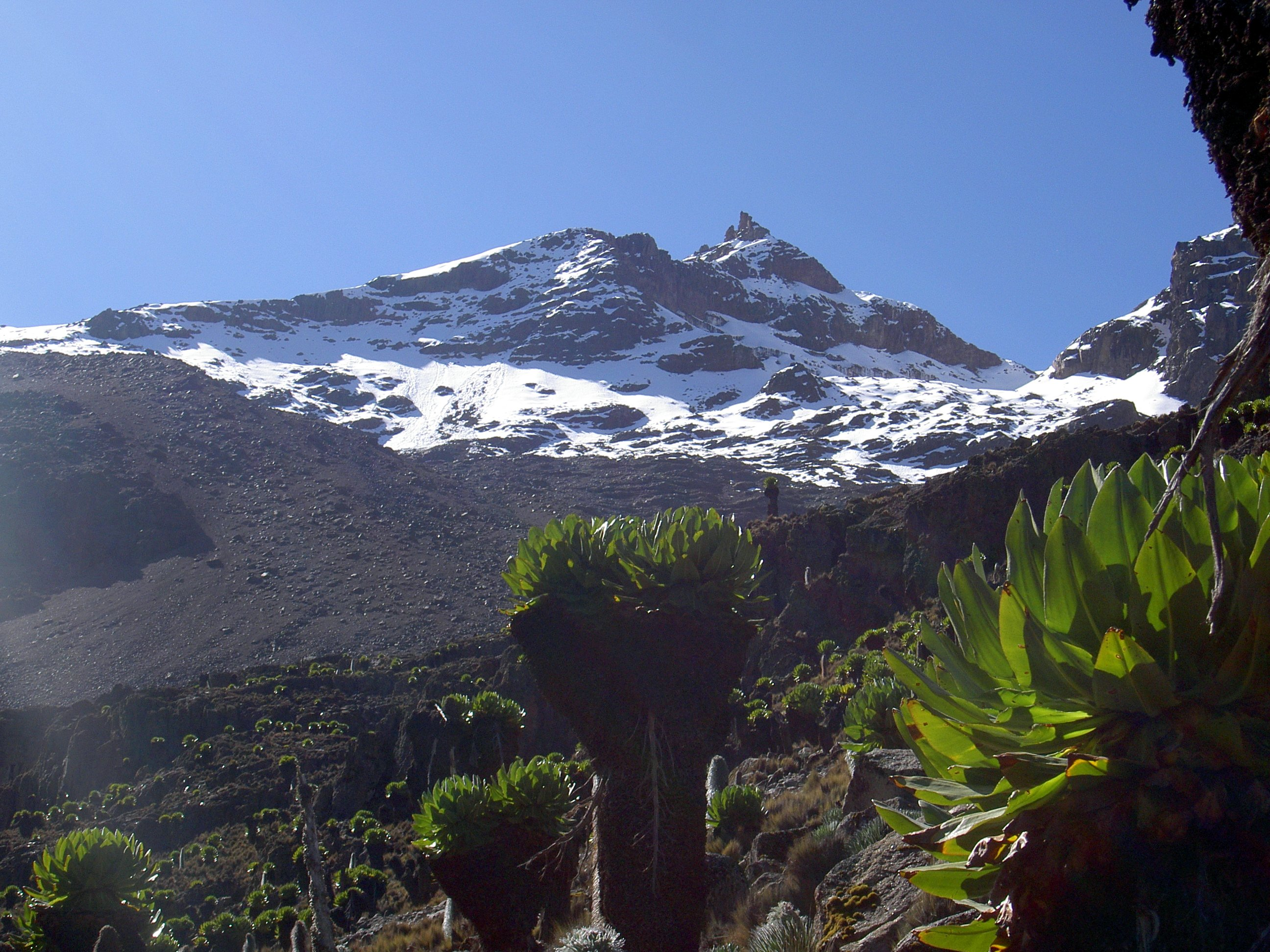
Lenana, el tercer cim més alt, és el més pujat
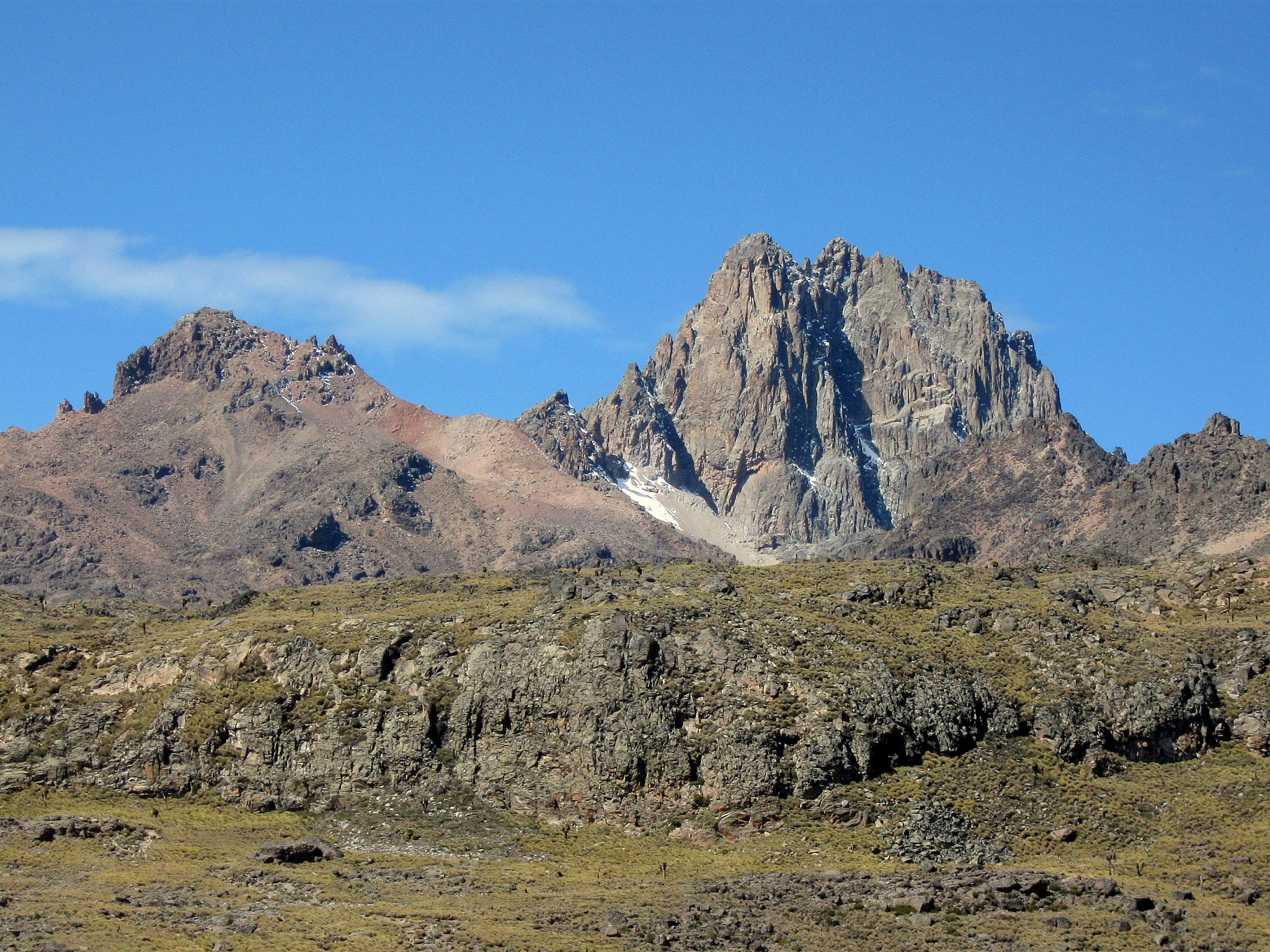
Mont Kenya, d'esquerra a dreta: Point Lenana (4985 m), cim Nelion (5188), cim Batian (5199 m)
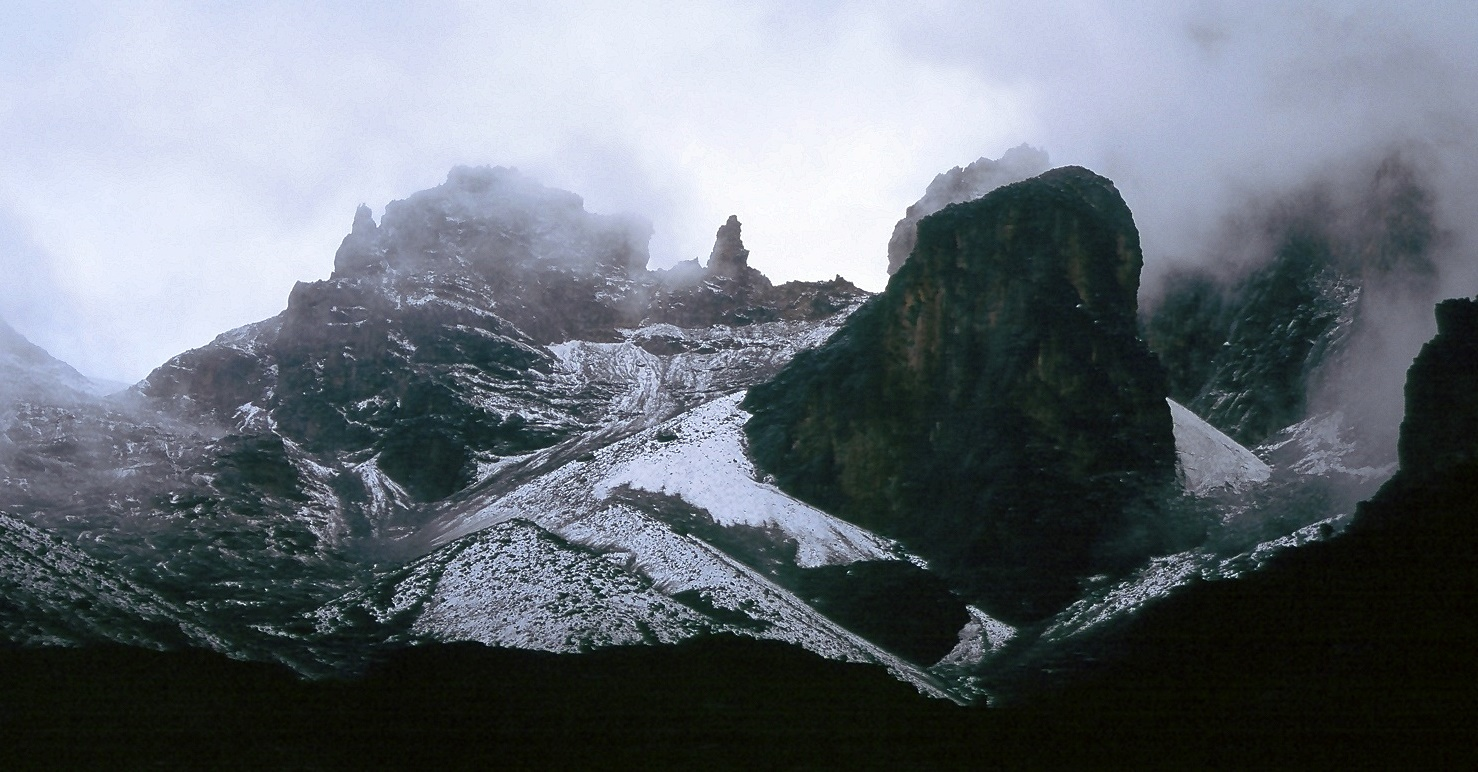
Krapf Rognon (4800 m) i glacera Krapf
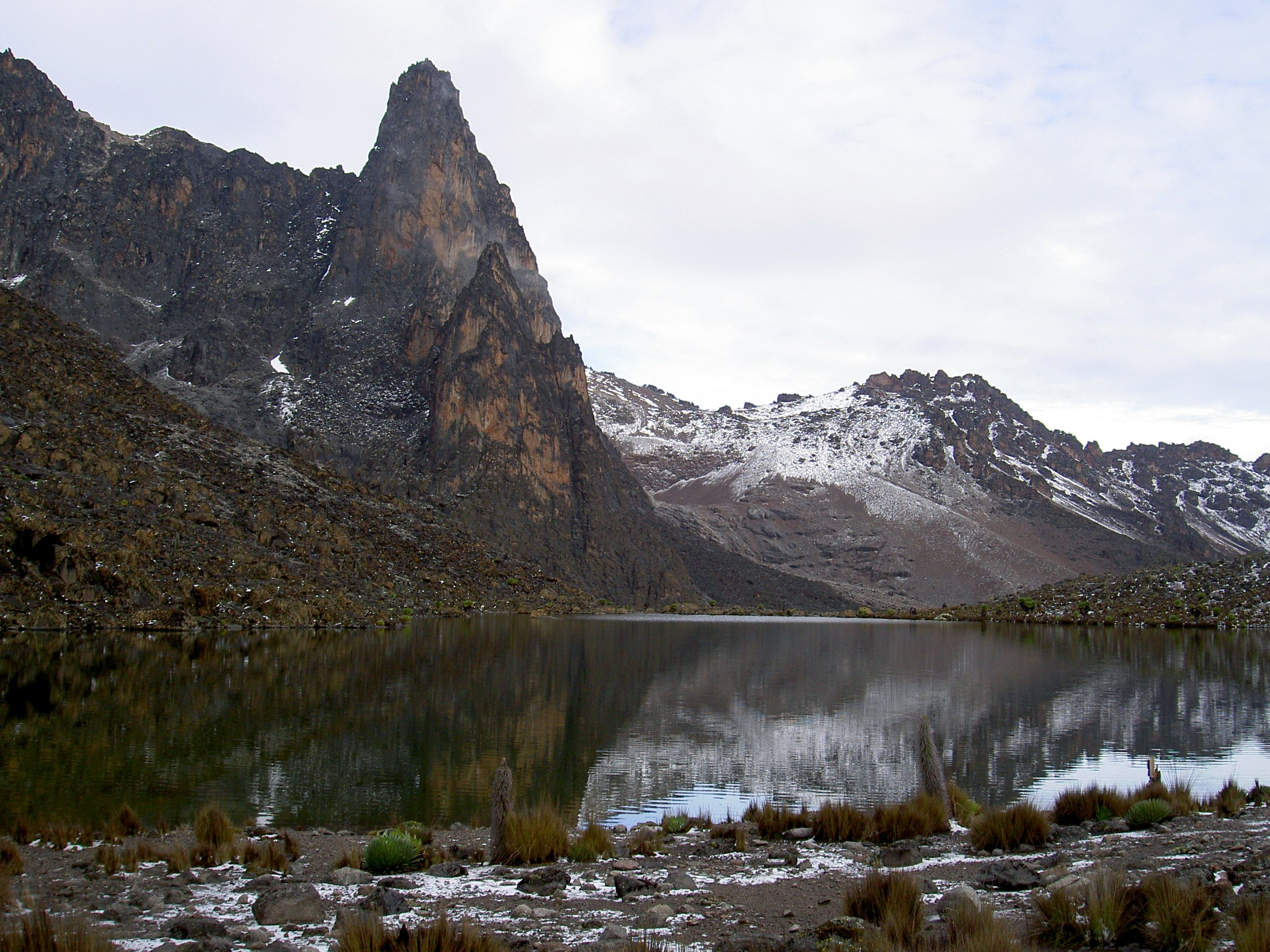
El cim Midget es pot pujar en un dia.
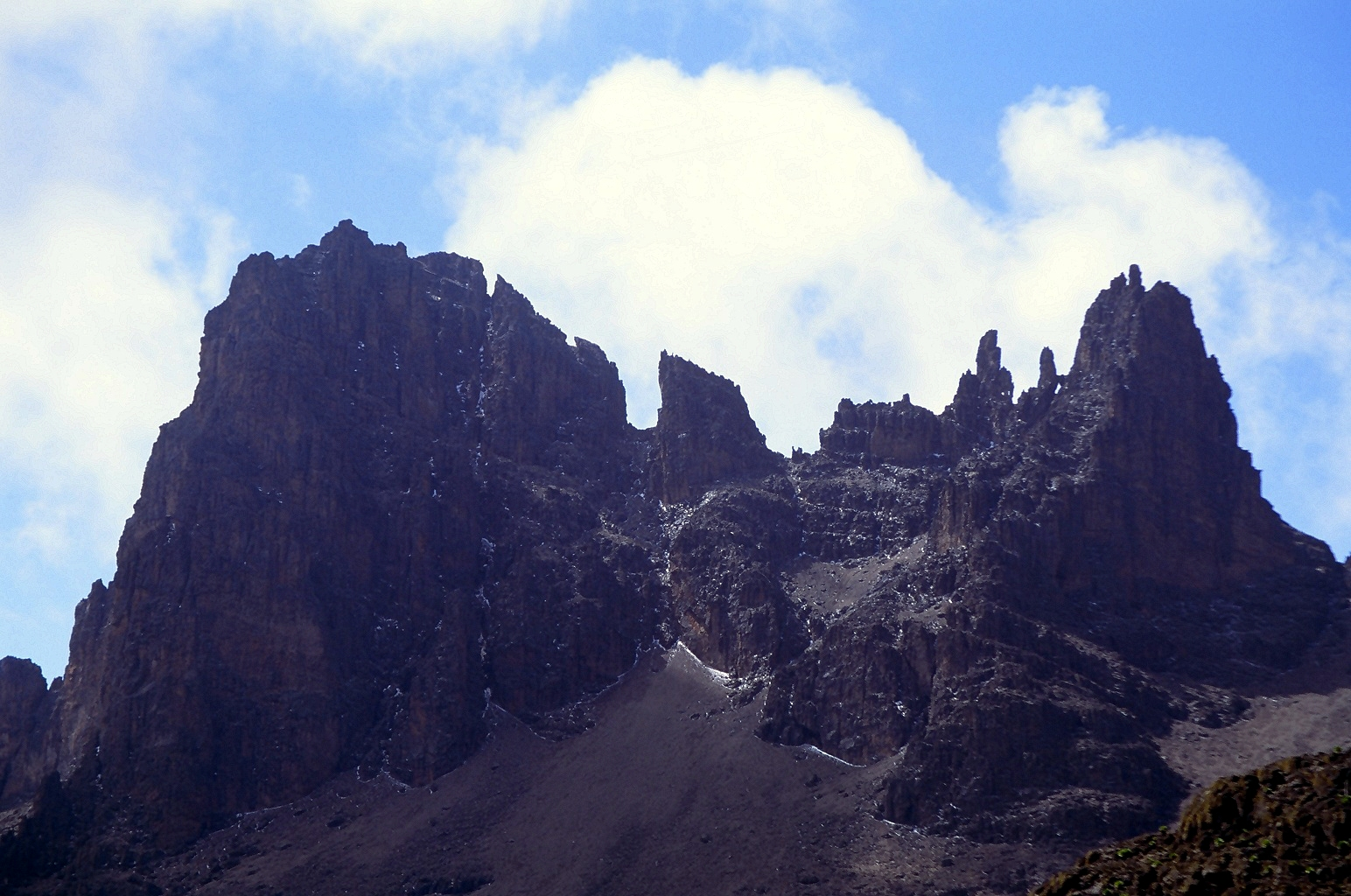
Terere i Sendeyo són dos cims escarpats perifèrics
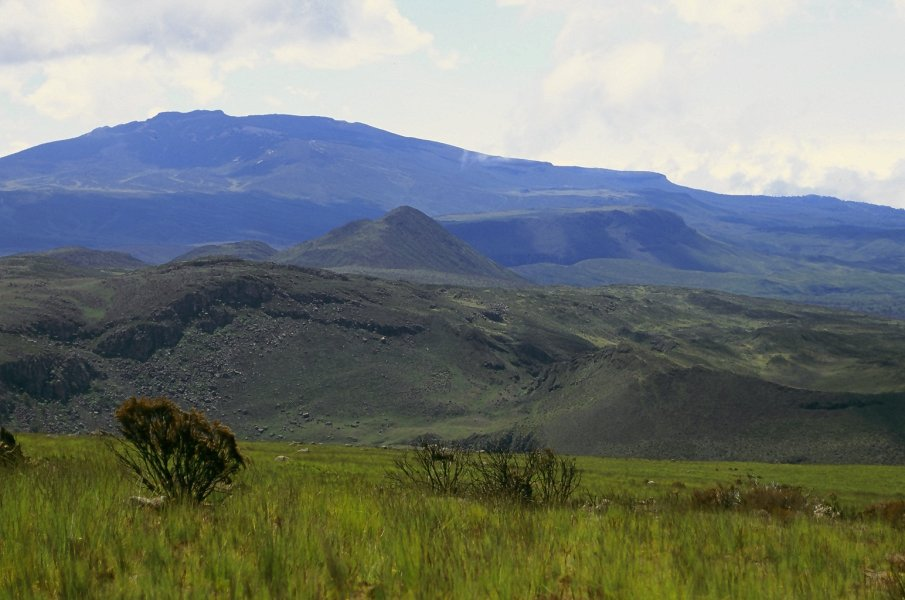
El turó Mugi i el Giant's Billiards ofereixen algunes de les millors passejades a Kenya.
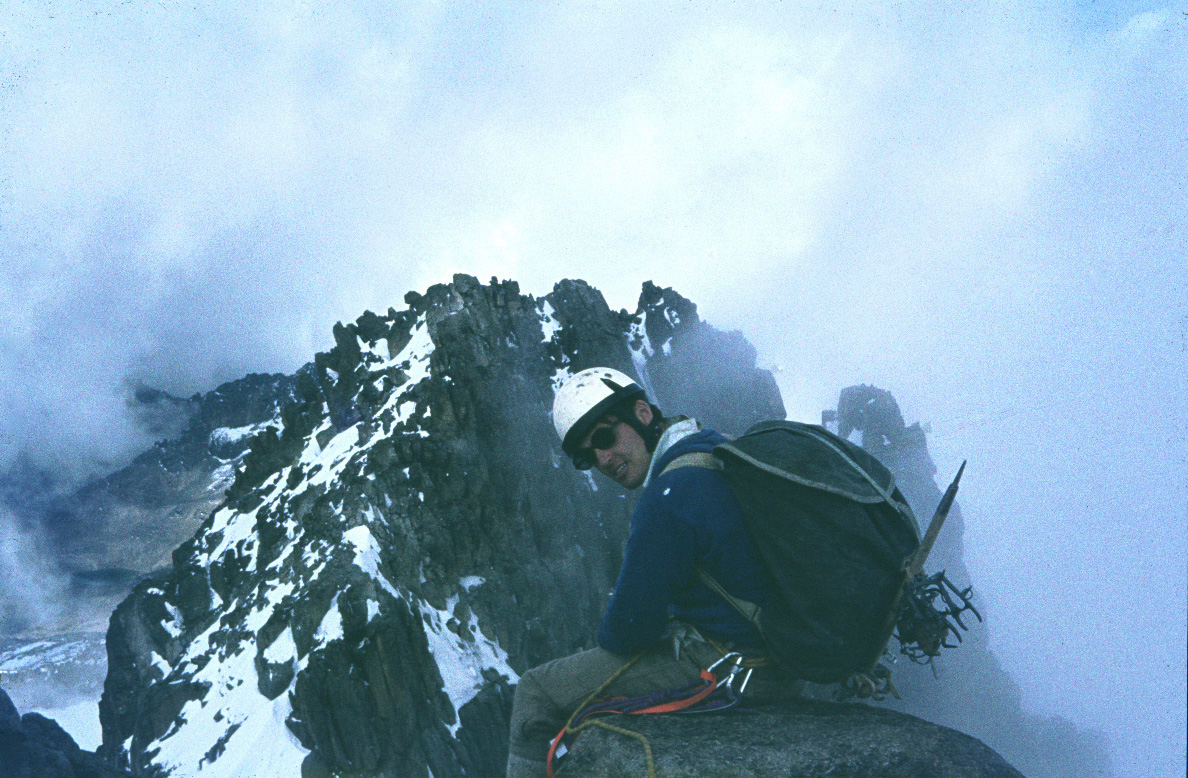
Nelion des de Batian el desembre de 1974
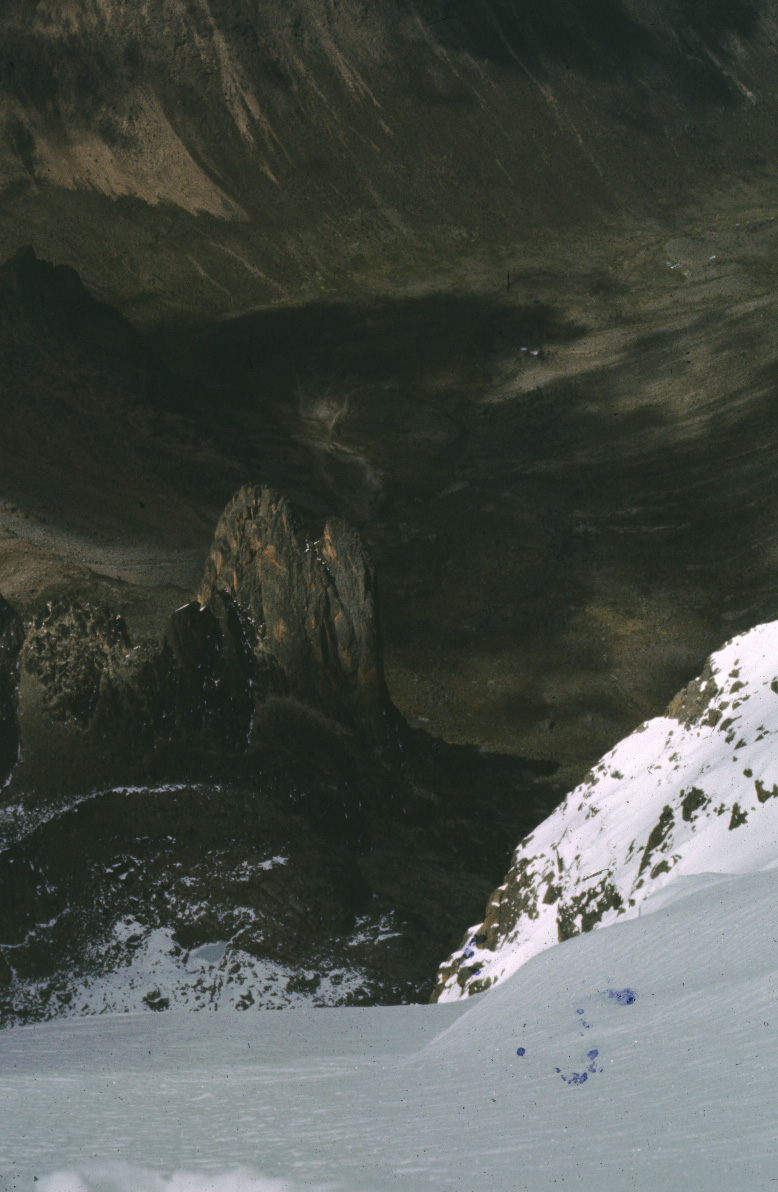
Mirant per la glacera Diamont fins a Pt John

## Glaceres

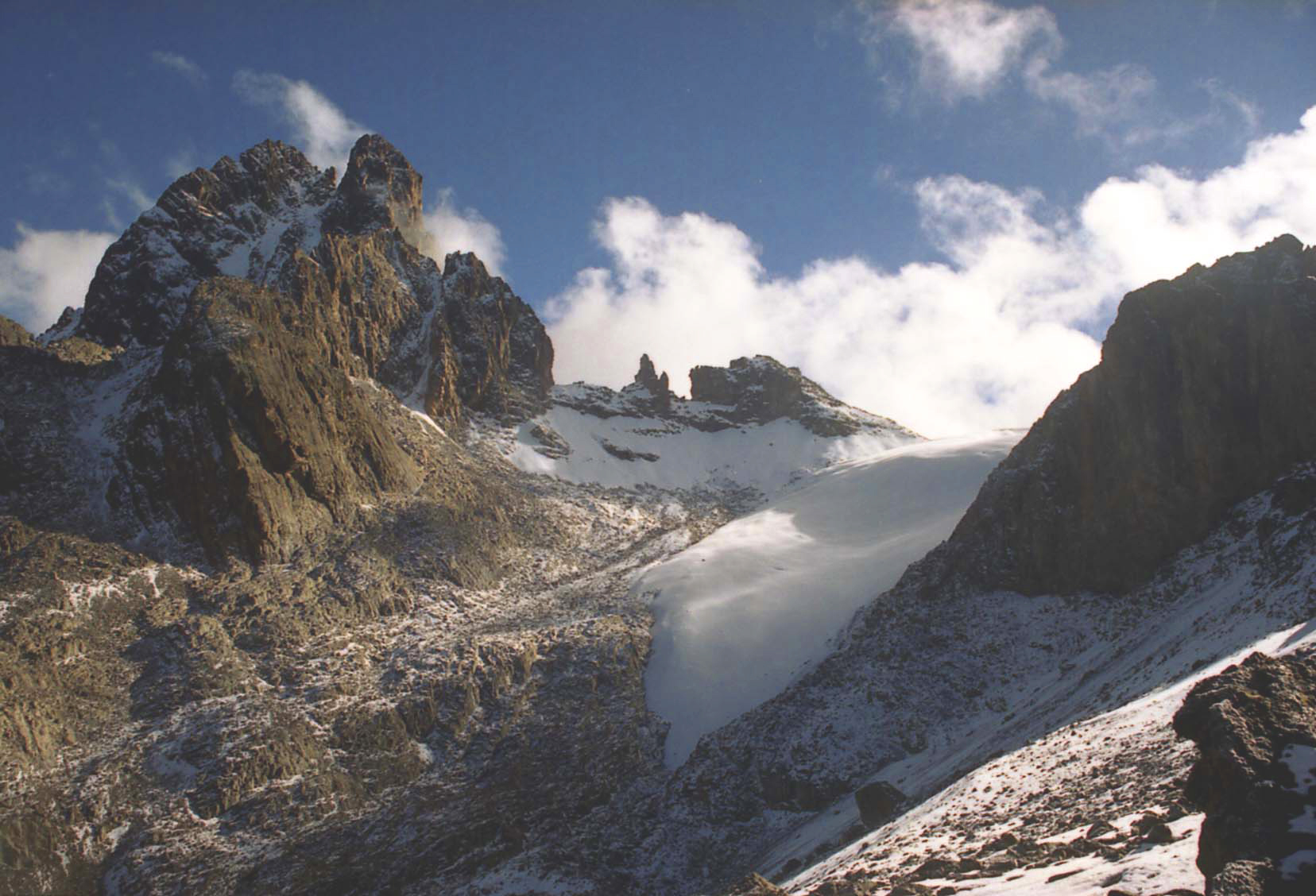
La glacera Lewis és la més gran del mont Kenya

Les glaceres del mont Kenya es van retirant ràpidament. El Mountain Club of Kenya a Nairobi té fotografies que mostren la muntanya en el moment de la primera ascensió registrada el 1899, i de nou més recentment; el retrocés de les glaceres és molt evident. Les descripcions d'ascensions de diversos cims aconsellen l'ús de grampons, però això només és cert en alguns casos i en cotes més altes. Cada any s'acumula menys neu nova a l'hivern que es fon a l'estiu, fins i tot a la glacera Lewis (la més gran d'elles) a l'hivern, de manera que no hi ha formació de gel nou. Es preveu que siguin menys de 30 anys abans ja no hi haurà gel al mont Kenya. El retrocés i la desaparició de les glaceres poden ser causats pel canvi en les tendències de la temperatura o pel canvi en les tendències de les precipitacions.

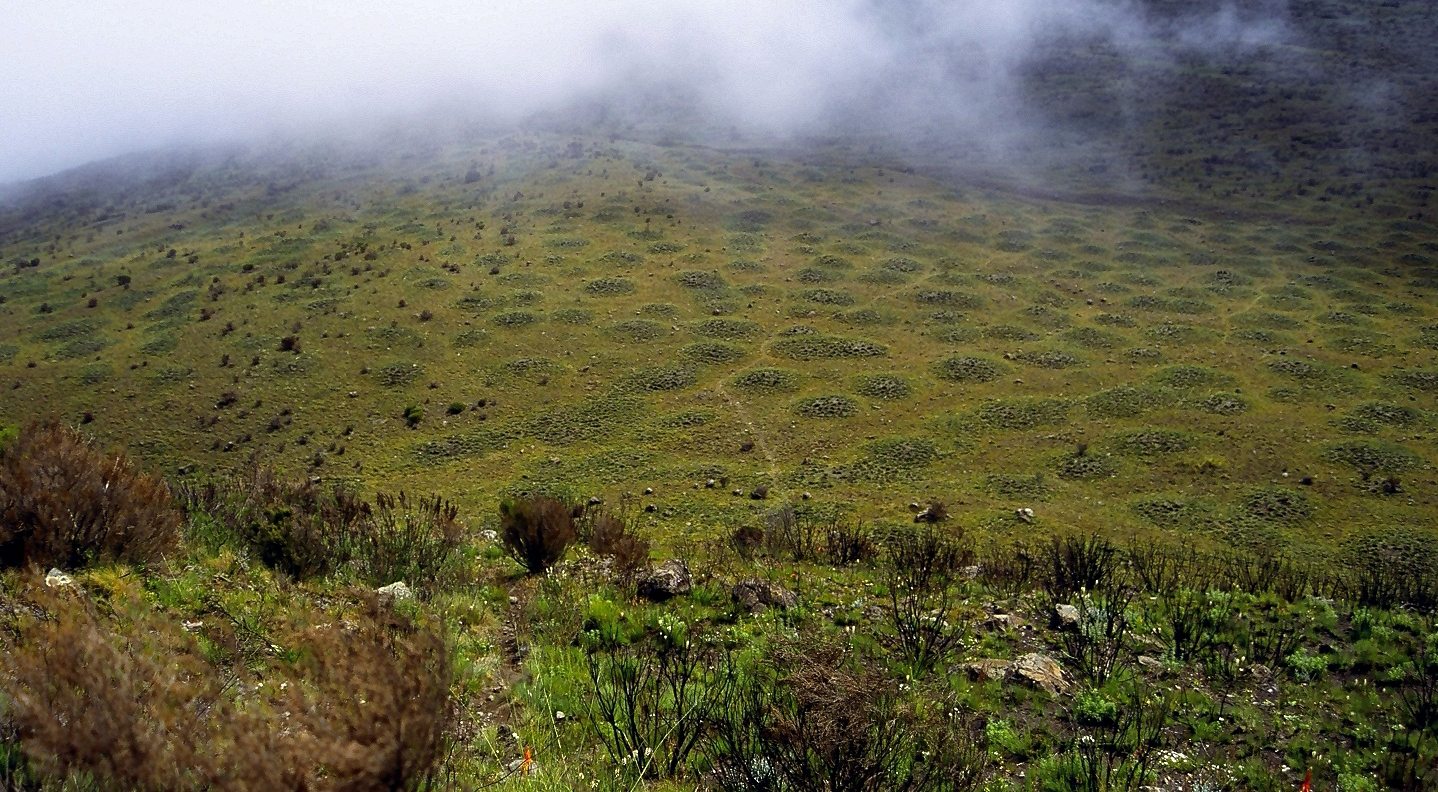
L'elevació de gelades provoca lòbuls de soliflucció estampats per sota del turó Mugi.

Els noms de les glaceres són (en el sentit de les agulles del rellotge des del nord):
Northey, Krapf, Gregory, Lewis, Diamond, Darwin, Forel, Heim, Tyndall, Cesar, Josef.
L'àrea total coberta per les glaceres a la muntanya es va registrar com a aproximadament 0,7 km² a la dècada de 1980, molt menys que la registrada per les primeres observacions, fetes a la dècada de 1890.

### Relleus periglacials
Tot i que el mont Kenya es troba a l'equador, les temperatures nocturnes congelades donen lloc a formes de relleu periglacials. Hi ha permagel uns quants centímetres (polzades) sota la superfície. El sòl poligonal està present a 3.400 m a l'oest del turó Mugi. Aquests monticles creixen perquè la congelació i el desglaç repetits del sòl atrauen més aigua. Hi ha periglacials presents al voltant de 4000 m on el terra s'ha esquerdat per formar hexàgons. La soliflucció es produeix quan les temperatures nocturnes congelen el sòl abans que es torni a descongelar al matí. Aquesta expansió i contracció diària del sòl impedeix l'establiment de vegetació.

## Rius
El mont Kenya és la principal zona de captació d'aigua de dos grans rius a Kenya; el Tana, el riu més gran de Kenya, i l'Ewaso Nyiro North. L'ecosistema del Mont Kenya proporciona aigua directament a més de 2 milions de persones. Els rius del mont Kenya han rebut el nom dels pobles dels vessants de la muntanya on flueixen a prop. El riu Thuchi és el límit del districte entre Tharaka Nithi i Embu. El mont Kenya és una torre d'aigua important per al riu Tana que el 1988 va subministrar el 80% de l'electricitat de Kenya mitjançant una sèrie de set centrals hidroelèctriques i preses.
La densitat dels rierols és molt elevada, sobretot als vessants més baixos que mai han estat glaçats. La capa de gel que cobria la muntanya durant el Pliocè va erosionar grans valls en forma d'U que acostumen a tenir un sol gran rierol. On encara es conserva la forma original del volcà en escut, hi ha hagut milions d'anys perquè els rierols erosionin el vessant del turó. Aquesta zona es caracteritza, doncs, per les freqüents valls fluvials profundes en forma de V. Es pot observar clarament la transició gradual de la vall glaçada a la fluvial.
Els rius que naixen al mont Kenya són els afluents de dos grans rius kenyans: els rius Tana i Ewaso Ng'iro. Molts rius del Mont Kenyan desemboquen al Sagana, que és un afluent del Tana, al qual s'uneix a l'embassament de Masinga. Els rius de la part nord de la muntanya, com el Burguret, Naru Moru, Nanyuki, Likii, Sirimon desemboquen a l'Ewaso Nyiro. Els rius del sud-oest, com el Keringa i el Nairobi, desemboquen al Sagana i després al Tana. Els rius restants al sud i a l'est, com el Kathitâ (riu més gran de Meru), Mutonga, Nithi, Thuchi i Nyamindi, desemboquen directament al Tana.

## Història Natural
El mont Kenya té diverses zones ecològiques altitudinals, entre la sabana que envolta la muntanya fins a la zona nival per les glaceres. Cada zona té una espècie de vegetació dominant. Moltes de les espècies que es troben més amunt de la muntanya són endèmiques, ja sigui al mont Kenya o a l'Àfrica oriental.
També hi ha diferències dins les zones, segons el vessant de la muntanya i l'aspecte del vessant. El sud-est és molt més humit que el nord, de manera que les espècies més dependents de la humitat poden créixer. Algunes espècies, com el bambú Yushania alpina, es limiten a certs aspectes de la muntanya a causa de la quantitat d'humitat.

### Zones

Hi ha diferents zones de vegetació al voltant del Mont Kenya que varien segons l'altitud i l'aspecte.

El clima del Mont Kenya canvia considerablement amb l'altitud, formant cinturons de tipus comunitaris. Al voltant de la base de la muntanya hi ha terres de cultiu fèrtils. La gent que viu al voltant de la muntanya ha conreat aquesta zona fresca relativament humida durant segles.
El mont Kenya està envoltat de boscos. La vegetació dels boscos depèn de les pluges, i les espècies presents difereixen molt entre els vessants nord i sud. Amb el pas del temps, els arbres de la vora del bosc s'han talat i les terres de conreu han envaït més amunt els vessants fèrtils de la muntanya.

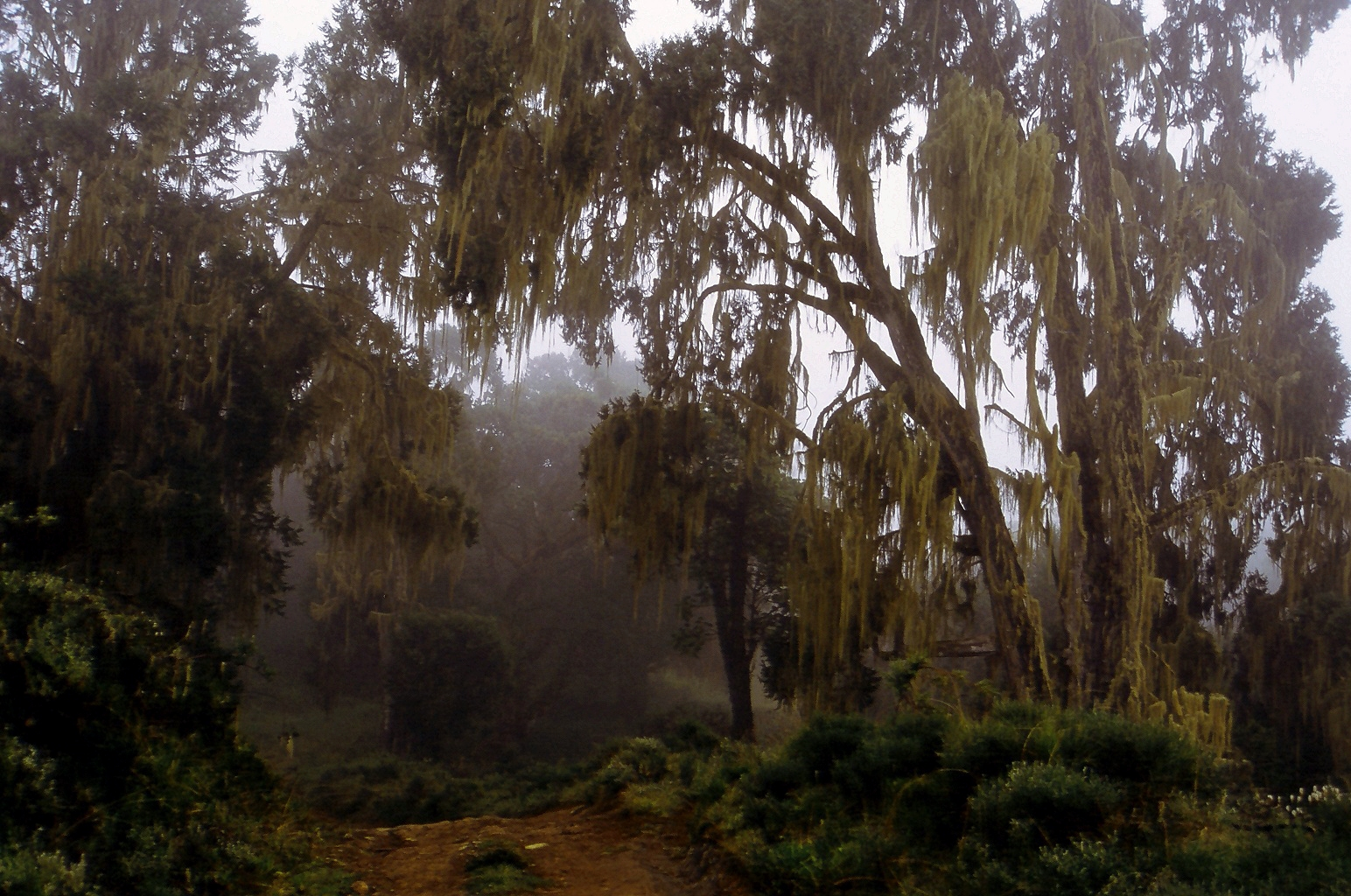
El bosc de fusta es troba habitualment en núvols. Els arbres són relativament petits i estan coberts de líquens i molses.

Per sobre del bosc hi ha un cinturó de bambú alpí africà Yushania alpina. Aquesta zona és gairebé contínua, però està restringida a petits raïms aïllats al nord a causa de la poca pluviositat. El bambú és natural, i no requereix pertorbació forestal. Les pistes són comunes a través del bambú. El bambú suprimeix una altra vegetació, per la qual cosa és estrany trobar arbres o altres plantes aquí.
Per sobre del bambú hi ha el bosc de fusta. Els arbres aquí són sovint més petits que els arbres dels boscos més avall de la muntanya. El bosc aquí està més intacte, perquè és menys accessible i millor protegit.
Quan els arbres ja no poden créixer, la vegetació es transforma en landa i chaparral, al voltant dels3.000 m. El bruc es troba a les zones més humides, al costat oest del mont Kenya, i està dominat per brucs gegants. El chaparral es troba a les zones més seques i les herbes són més freqüents. i encara es produeixen incendis forestals.
A mesura que augmenta l'altitud, les fluctuacions de temperatura es fan extremes i l'aire es fa més prim i sec. Aquesta regió es coneix com la zona afroalpina. L'entorn aquí està aïllat, amb l'única zona semblant propera a les Aberdares, que són 80 km lluny. Moltes de les espècies aquí són endèmiques, amb adaptacions al fred i temperatures fluctuants. Les plantes típiques aquí inclouen els senecis gegants i les lobelies gegants.
La regió d'on s'han retirat recentment les glaceres és la zona nival. És la zona que les plantes encara no han pogut colonitzar.

### Fauna

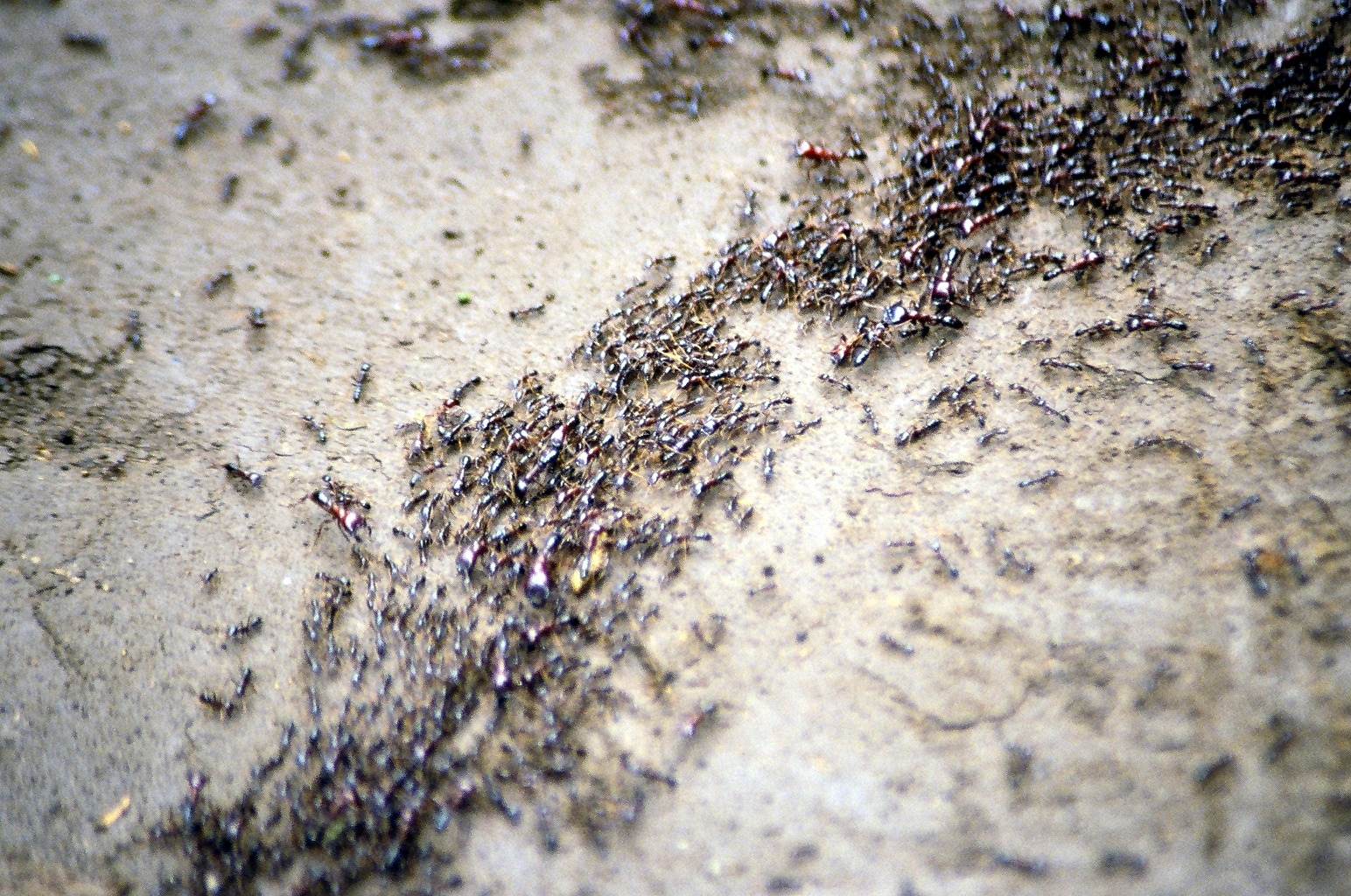
Les formigues safari pululen pel bosc en llargues columnes. Són més fàcils de veure quan creuen les vies.

La majoria dels animals viuen més avall als vessants del mont Kenya. Aquí hi ha més vegetació i el clima és menys extrem. Al bosc viuen diverses espècies de micos, diversos antílops, damans d'arbres, porcs espins i alguns animals més grans com ara elefants i búfals. Els depredadors que es troben aquí inclouen hiena i lleopard, i ocasionalment lleons.
Hi ha pocs mamífers a gran altitud al mont Kenya. El damans de la muntanya de Kenya i el duiquer comú poden viure aquí i són importants per a l'ecosistema. Alguns mamífers més petits, com ara la rata amb dents de solc, poden viure aquí enterrant-se als senecis gegants i utilitzant la seva gruixuda tija de fulles mortes com a aïllant. La rata talp de la muntanya Kenya Tachyoryctes rex es troba a gran altitud i viu en túmuls visibles. Els lleopards són residents a la zona alpina.
Altres espècies de mamífers només són visitants ocasionals. A la zona alpina s'han trobat restes d'elefants, micos i bongos, i altres albiraments es recorden amb noms com Simba Tarn (simba significa lleó en suahili).
Diverses espècies d'ocells viuen a la zona afroalpina, entre les quals destaquen els suimangues, el còlit afroalpí i els estornells i els rapinyaires, l'aligot augur, el trencalòs i l'àguila de Verreaux, l'últim dels quals s'especialitza en la caça de damans. Els ocells són importants en aquest ecosistema com a pol·linitzadors.

### Clima
El clima del Mont Kenya ha tingut un paper crític en el desenvolupament de la muntanya, influint en la topografia i l'ecologia, entre altres factors. Té un clima típic de muntanya equatorial que Hedberg va descriure com a hivern cada nit i estiu cada dia. El mont Kenya és la seu d'una de les estacions de control de l'atmosfera del Global Atmosphere Watch.

#### Estacions
L'any es divideix en dues estacions humides diferents i dues estacions seques diferents que reflecteixen les estacions humides i seques a les terres baixes de Kenya. Com que el mont Kenya oscil·la entre 1374 i 5.199 m d'altura, el clima varia considerablement a la muntanya i té diferents zones d'influència. Els vessants més baixos i sud-est són els més humits, ja que el sistema meteorològic predominant prové de l'oceà Índic. Aquestes precipitacions suporten un dens bosc de muntanya en aquests vessants. A la muntanya alta, la major part de la precipitació cau com a neu. Combinades, aquestes fonts d'aigua alimenten 11 glaceres.
El clima actual del mont Kenya és humit, però més sec que en el passat. Les temperatures abasten un ampli rang, que disminueix amb l'altitud. A la zona alpina baixa la temperatura no sol baixar dels 12 C. La neu i la pluja són habituals de març a desembre, però sobretot a les dues estacions humides. Les estacions humides combinades representen 5/6 de les precipitacions anuals. El monsó, que controla les estacions humides i seques, fa que la major part de l'any hi hagi vents del sud-est, però durant gener i febrer la direcció dominant del vent és nord-est.
El mont Kenya, com la majoria de llocs dels tròpics, té dues estacions humides i dues estacions seques com a conseqüència del monsó. Des de mitjans de març fins a juny, la temporada de pluges intenses, coneguda com les pluges llargues, aporta aproximadament la meitat de les precipitacions anuals a la muntanya. A continuació li segueix la més humida de les dues estacions seques que dura fins al setembre. D'octubre a desembre són les pluges curtes quan la muntanya rep aproximadament un terç del seu total de pluges. Finalment, de desembre a mitjans de març és l'estació més seca quan la muntanya té menys pluges.

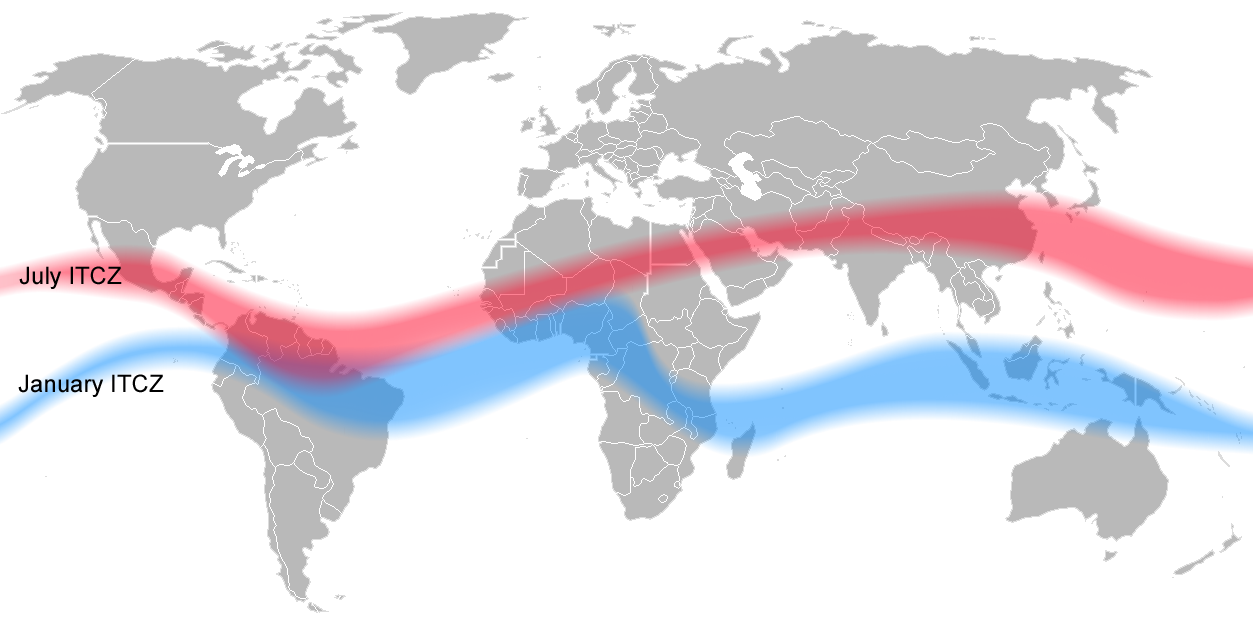
Al gener, la Zona de convergència intertropical es troba al seu extrem sud sobre l'oceà Índic. Al juliol es troba al seu extrem nord sobre el Tibet i Aràbia. Quan passa per l'equador, el mont Kenya viu una temporada humida.

### Patró diari
Durant l'estació seca la muntanya gairebé sempre segueix el mateix patró meteorològic diari. Es produeixen grans fluctuacions diàries de temperatura que van portar a Hedberg a exclamar l'hivern cada nit i l'estiu cada dia. Hi ha variacions en les temperatures mínimes i màximes dia a dia, però la desviació estàndard del patró horari mitjà és petita.

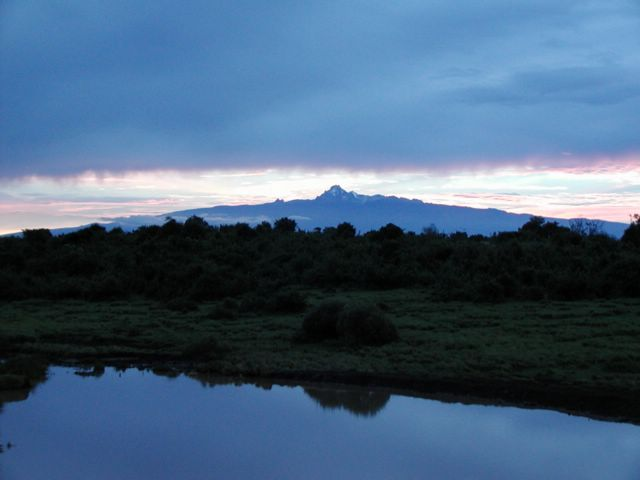
A l'estació seca, els matins solen ser clars i frescos, però la muntanya s'amaga als núvols al migdia.

Un dia típic és clar i fresc al matí amb poca humitat. La muntanya està sota la llum solar directa, la qual cosa fa que les temperatures augmentin ràpidament amb les temperatures més càlides entre les 09:00 i les 12:00. Això correspon a un màxim en la pressió, normalment entre 2400 i 3900 m, comencen a formar-se núvols sobre la zona forestal occidental, a causa de l'aire humit del llac Victòria. Els vents anabàtics provocats per l'aire càlid ascendent porten gradualment aquests núvols a la regió del cim a la tarda. Al voltant del 1500 hi ha un mínim de llum solar i un màxim d'humitat que fan que la temperatura real i percebuda baixi. A 1600 hi ha un mínim de pressió. Aquesta cobertura diària de núvols protegeix les glaceres del sud-oest de la muntanya que, d'altra manera, tindrien sol directe cada dia, millorant-ne la fusió. El núvol ascendent finalment arriba als corrents d'aire sec de l'est i es dissipa, donant lloc a un cel clar a les 5 de la tarda. Hi ha un altre màxim de temperatura associat a això.
En ser una muntanya equatorial les hores de llum són constants amb els dies de dotze hores. La sortida del sol és a les 06:30 i el sol es pon a les 18:30 (ambdós EAT = UTC+3). LAl llarg de l'any hi ha una diferència d'un minut entre els dies més curts i els més llargs. A la nit, el cel sol estar clar amb vents catabàtics que bufen per les valls. Per sobre de la zona alpina baixa sol haver-hi gelades cada nit.

## Història

### Albirament europeu

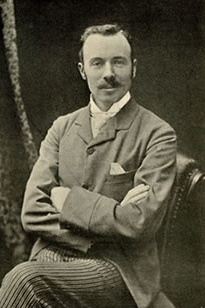
Joseph Thomson va arribar als contraforts del mont Kenya i va confirmar el descobriment de Krapf.

El primer europeu que va informar haver vist la muntanya Kenya va ser el doctor Johann Ludwig Krapf, un missioner alemany, de Kitui, una ciutat 160 km lluny de la muntanya. L'albirament es va fer el 3 de desembre de 1849, un any després de la primera observació del mont Kilimanjaro per un europeu.
La gent Embu que vivia al voltant de la muntanya va dir a Krapf que no pujaven prou alt a la muntanya a causa del fred intens i de la substància blanca que rodava per les muntanyes amb un fort soroll. Això el va portar a inferir que hi havia glaceres a la muntanya. Va ser Krapf qui va donar a la muntanya el nom de "Kenya", però la derivació d'aquesta no es coneix amb certesa.

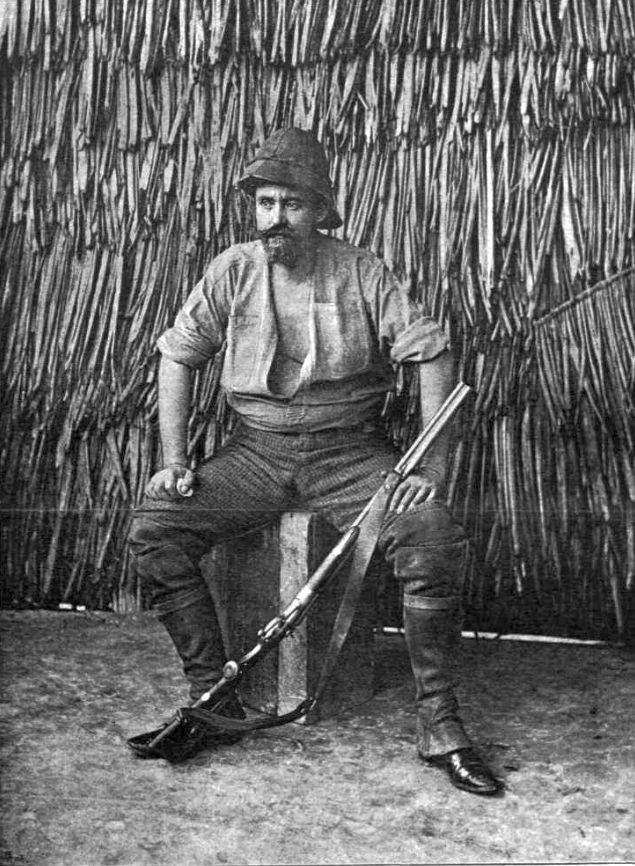
El comte Sámuel Teleki va ser el primer europeu a trepitjar la muntanya Kenya. La seva expedició va arribar a 4350 m.

Krapf també va assenyalar que els rius que fluïen del mont Kenya i altres muntanyes de la zona fluïen contínuament. Això era molt diferent de la resta de rius de la zona, que s'inflaven a l'estació humida i s'assecaven completament un cop acabada l'època de pluges. A mesura que els rierols fluïen fins i tot en les estacions més seques, va concloure que hi havia d'haver una font d'aigua a la muntanya, en forma de glaceres. Creia que la muntanya era la font del Nil Blanc.
El 1851 Krapf va tornar a Kitui. Va recórrer 65 km a prop de la muntanya, però no la va tornar a veure. El 1877 Hildebrandt era a la zona de Kitui i va escoltar històries sobre la muntanya, però tampoc no la va veure. Com que no hi havia confirmacions per donar suport a l'afirmació de Krapf, la gent va començar a sospitar.
Finalment, el 1883, Joseph Thomson va passar prop del costat oest de la muntanya i va confirmar la afirmació de Krapf. Va desviar la seva expedició i va arribar a 1737 m, pujant pels vessants de la muntanya, però va haver de retirar-se per problemes amb la gent local. No obstant això, la primera exploració europea a l'alçada de la muntanya es va aconseguir el 1887 pel comte Sámuel Teleki. Va aconseguir arribar als 4350 m als vessants sud-oest. En aquesta expedició, Teleki va creure erròniament que havia trobat el cràter d'un volcà.
El 1892, Teleki i von Höhnel van tornar a la banda oriental, però no van poder travessar el bosc.
Finalment, el 1893, una expedició va aconseguir ascendir al mont Kenya fins a les glaceres. Aquesta expedició viatjava des de la costa fins al llac Baringo a la vall del Rift, i estava dirigida pel doctor John W Gregory, un geòleg britànic. Van aconseguir pujar la muntanya al voltant dels 4730 m, i van passar diverses hores a la glacera Lewis amb el seu guia. Al seu retorn a Gran Bretanya, Gregory va publicar articles i un relat narratiu dels seus èxits.
George Kolb, un metge alemany, va fer expedicions el 1894 i el 1896 i va ser el primer a arribar als terrils del vessant est de la muntanya. Més exploració es va produir després de 1899, quan es va completar el ferrocarril d'Uganda fins al futur lloc de Nairobi.

### L'expedició de Mackinder
El 28 de juliol de 1899, Sir Halford John Mackinder va sortir del lloc de Nairobi en una expedició al mont Kenya. Els membres de l'expedició estaven formats per 6 europeus, 66 suahilis, 2 guies massai i 96 kikuyu. Els europeus van ser Campbell B. Hausberg, segon al comandament i fotògraf; Douglas Saunders, botànic; CF Camburn, taxidermista; César Ollier, guia; i Josef Brocherel, guia i portador. L'expedició va arribar fins a la muntanya, però va trobar moltes dificultats en el camí. El país per on van passar estava ple de pesta i fam. Molts portadors kikuyu van intentar desertar amb dones dels pobles, i altres van robar dels pobles, cosa que va fer que els caps fossin molt hostils cap a l'expedició. Quan van arribar al campament base el 18 d'agost, no van poder trobar cap menjar, van patir la mort de dos del seu grup per la gent local i, finalment, van haver d'enviar Saunders a Naivasha per obtenir ajuda del capità Gorges, l'oficial del govern allà.
Mackinder va avançar muntanya amunt i va establir un campament a 3.142 m a la vall de Höhnel. Va fer el seu primer intent al cim el 30 d'agost amb Ollier i Brocherel per la cara sud-est, però van haver de retirar-se quan estaven a 100 m del cim del Nelion a causa de la nit.
El 5 de setembre, Hausberg, Ollier i Brocherel van fer un circuit dels principals cims buscant una ruta més fàcil fins al cim. No en van trobar cap. L'11 de setembre Ollier i Brocherel van fer un ascens a la glacera Darwin, però es van veure obligats a retirar-se a causa d'una tempesta de neu.
Quan Saunders va tornar de Naivasha amb el grup de relleu, Mackinder va tenir un altre intent al cim amb Ollier i Brocherel. Van travessar la glacera Lewis i van pujar per la cara sud-est de Nelion. Van passar la nit a prop del gendarme, i van travessar el camp de neu al capdavant de la glacera Darwin a l'alba abans de tallar esglaons per la glacera del diamant. Van arribar al cim de Batian al migdia del 13 de setembre de 1899 i van baixar pel mateix camí.

### 1900–1930

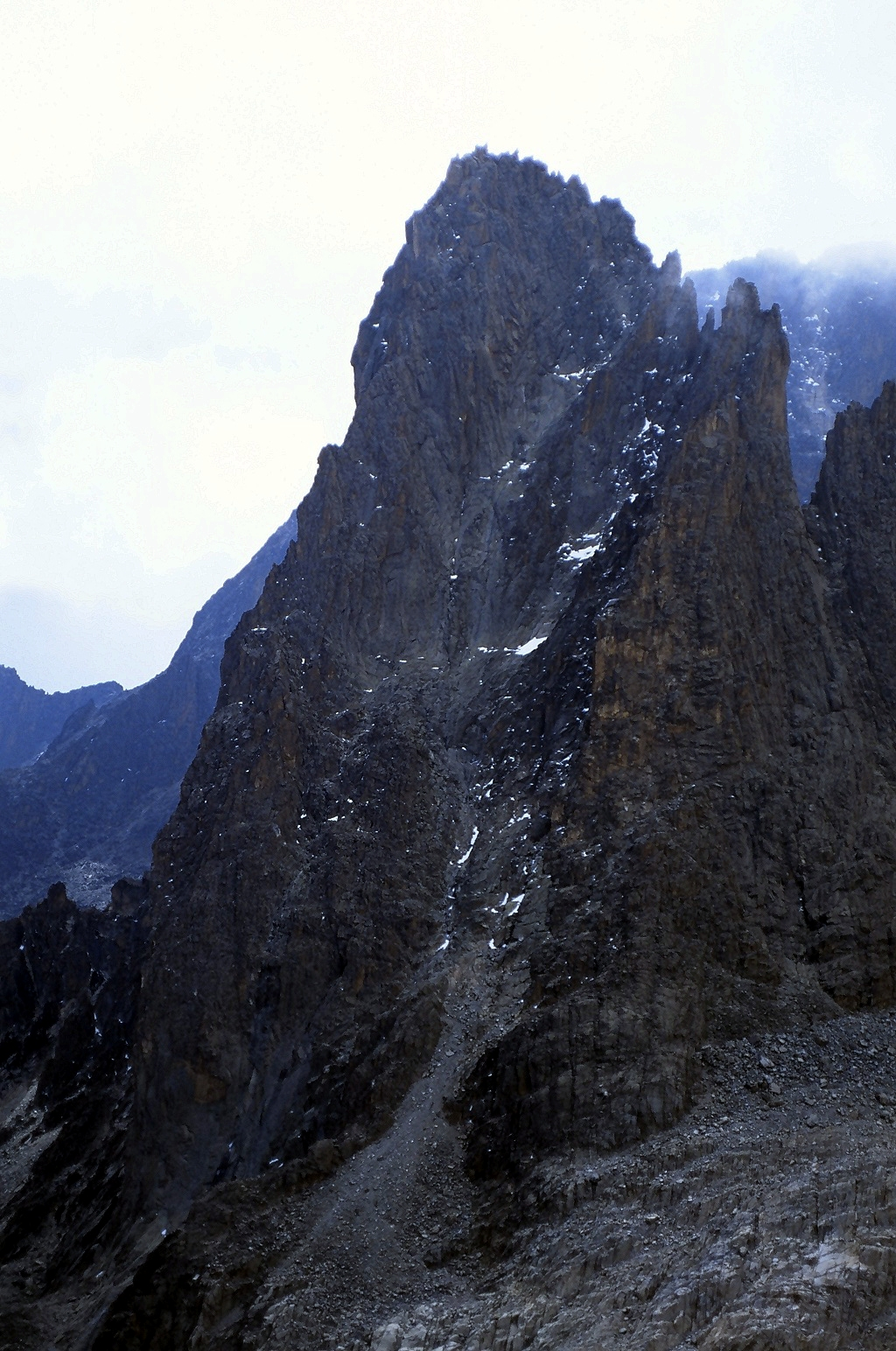
Shipton i Russell van fer la primera ascensió de Point John pel barranc del sud-est el 1929

Després de la primera ascensió al mont Kenya hi va haver menys expedicions durant un temps. La major part de l'exploració fins després de la Primera Guerra Mundial va ser per part de colons a Kenya, que no estaven en expedicions científiques. Es va establir una missió de l'Església d'Escòcia a Chogoria, i diversos missioners escocesos van ascendir als cims, inclosos el reverend Dr. JW Arthur, G. Dennis i AR Barlow. Hi va haver altres ascensions, però cap va aconseguir el cim de Batian o Nelion.
Es van netejar noves vies d'aproximació pel bosc, cosa que va facilitar molt l'accés a la zona dels cims. El 1920, Arthur i Sir Fowell Buxton van intentar tallar una ruta des del sud, i altres rutes van arribar des de Nanyuki al nord, però la més utilitzada era la ruta de la missió Chogoria a l'est, construïda per Ernest Carr. A Carr també se li atribueix la construcció d'Urumandi i Top Huts.
El 6 de gener de 1929, Percy Wyn-Harris i Eric Shipton van fer la primera ascensió de Nelion. Van pujar per la Ruta Normal, després van baixar a la Porta de les Boires abans de pujar a Batian. El 8 de gener van tornar a pujar, aquesta vegada amb GA Sommerfelt, i al desembre Shipton va fer un altre ascens amb REG Russell. També van fer la primera ascensió de Point John. Durant aquest any es va formar el Mountain Club of East Africa.
A finals de juliol de 1930, Shipton i Bill Tilman van fer la primera travessa dels cims. Van ascendir per la cresta oest de Batian, van travessar la Porta de les Boires fins a Nelion i van baixar per la Ruta Normal. Durant aquest viatge, Shipton i Tilman van fer les primeres ascensions de diversos altres cims, com ara Point Peter, Point Dutton, Midget Peak, Point Pigott i Terere o Sendeyo.

### 1931 fins a l'actualitat
A principis de la dècada de 1930 hi va haver diverses visites als erms al voltant del mont Kenya. Raymond Hook i Humphrey Slade van pujar per fer un mapa de la muntanya i es van proveir de truites de diversos rius. El 1938 hi havia hagut diverses ascensions més al Nelion. Al febrer, Miss C Carroll i Mtu Muthara es van convertir en la primera dona i africana respectivament en ascendir al Nelion, en una expedició amb Noel Symington, autor de The Night Climbers of Cambridge, i el 5 de març la senyoreta Una Cameron es va convertir en la primera dona a ascendir al Batian.
Durant la Segona Guerra Mundial hi va haver una altra de les ascensions de la muntanya. L'ascensió més notable durant aquest període va ser per part de tres italians que estaven retinguts en un campament de presoners de guerra britànic a la base de la muntanya a Nanyuki. Van escapar del campament per escalar el tercer cim de la muntanya, Point Lenana, abans d'"escapar" de nou al campament. Felice Benuzzi, el líder de l'equip, va tornar a explicar la seva història al llibre No Picnic on Mount Kenya (1946).
El 1949, el Mountain Club of Kenya es va separar del Mountain Club of East Africa, i l'àrea per sobre de 3400 m va ser designat Parc Nacional. Es va construir una carretera des de Naro Moru fins als aiguamolls, permetent un accés més fàcil.
Durant les tres dècades següents es van escalar moltes vies noves al Batian i Nelion, i l'octubre de 1959 el Mountain Club of Kenya va elaborar la seva primera guia del Mont Kenya i el Kilimanjaro. En la independència de Kenya el 1963, Kisoi Munyao va aixecar la bandera de Kenya al cim de la muntanya. Va morir el 2007 i va rebre un heroic funeral al qual va assistir el president de Kenya Mwai Kibaki. A principis de la dècada de 1970 es va formar l'Equip de Rescat de Muntanya del Parc Nacional del Mont Kenya i, a finals de la dècada de 1970, s'havien escalat totes les rutes principals dels cims.
El 19 de juliol de 2003, un avió de matrícula sud-africana, que transportava 12 passatgers i dos tripulants, es va estavellar contra el mont Kenya a Point Lenana; ningú va sobreviure. Aquest no va ser el primer avió perdut a la muntanya; també hi ha les restes d'almenys un helicòpter que es va estavellar abans de 1972.
El març de 2012, un incendi massiu va esclatar al mont Kenya, que va devorar milers d'hectàrees de boscos antics i vida salvatge en perill d'extinció.